# Yoania flava
Yoania flava är en orkidéart som beskrevs av Ken Inoue och Tomohisa Yukawa. Yoania flava ingår i släktet Yoania och familjen orkidéer. Inga underarter finns listade i Catalogue of Life.